# 敬南镇
敬南镇，是中华人民共和国贵州省黔西南布依族苗族自治州兴义市下辖的一个乡镇级行政单位。

## 行政区划
敬南镇下辖以下地区：
吴家坪村、必亮村、海子村、皮山林村、拢岸村、巴布村、水淹凼村、百河村、飞龙洞村、新坪村、菜子湾村和高山村。